# أغيا باراسكيفي
أغيا باراسكيفي: (باليونانية:Αγία Παρασκευή)، (بالإنجليزية: Agia Paraskevi)، مدينة يونانية ومركز لبلدية تقع في جنوب وسط البلاد وهي تقع ضمن مقاطعة شمال أثينا التي تتبع إدارياً لإقليم آتيكا الإداري.

## الموقع، السكان والتسمية
تعتبر المدينة إحدى ضواحي أثينا من جهة الشمال الشرقي، إذ تبعد مسافة 10 كيلومتر عن مركز العاصمة، وتقع على السفوح الشمالية لـجبل هيميتوس. تحدها من الشمال بلديتي خالاندري وَ فريليسيا، من الشرق غيراكاس وَ غليكا نيرا، من الغرب خولارغوس وَ خالاندري، ومن الجنوب جبل هيميتوس.
بلغ عدد سكان المدينة حوالي (57) ألف نسمة (إحصائيات 2001).
تعود تسمية المدينة إلى الـقديسة باراسكيفي (Agia Paraskevi) أحد قديسات الكنيسة الأرثوذكسية والتي يعتقد أنها عاشت واستشهدت في روما في القرن الثاني للميلاد.

## التاريخ
كانت الأراضي التي تقع عليها المدينة الحالية تابعة لبلدة فليه (Flya) الكلاسيكية، والتي كان يقع مركزها في ضاحية خالاندري الحالية. أصبحت هذه الأراضي بعد ذلك تشكل جزءاً من الغابات التي تغطي جبل هيميتوس، لم يقطنها إلا القليل من الرعاة والمزارعين الموسميين.
بدأ العمران في أغيا باراسكيفي في ستينيات القرن العشرين، بعدما حدثت فورة اقتصادية في اليونان الأمر الذي أدى إلى هجرة مكثفة من الريف إلى المدن الرئيسية، استمر العمران في المدينة حتى التسعينيات، عندما أصبحت مكتظة بالسكان.

## متفرقات
- ما زالت المدينة تحتفظ بجزء من الغابات التي كانت تغطيها سابقاً، وتعتير من إحدى ضواحي أثينا الخضراء.
- يوجد في المدينة مركز الأبحاث النووية اليوناني، وأيضاً مباني وزارة الزراعة.
- من أكثر المناطق جذباً في المدينة هو دير القديس يوحنا الصياد (أغيوس يوانيس تو كينيغو) والموجود ضمن غابة من الصنوبر على قمة رابية في جبل هيميتوس، يصل إليه درب للمشاة يخترق الغابة، ويمكن منه رؤية منظر بانورامي لكل أثينا وضواحيها.

## توأمة
لأغيا باراسكيفي اتفاقيات توأمة مع كل من:
- سانت بريوك
- غروتسكا
- Geroskipou [الإنجليزية]‏ [3]

## وصلات خارجية
- موقع المدينة الرسمي